# DM i svæveflyvning 2019
Danmarksmesterskabet (DM) i svæveflyvning 2019 gennemførtes fra Svæveflyvecenter Arnborg i perioden 30. maj - 9. juni 2019.
I konkurrencen deltog 59 piloter. Der var flere dage med et gunstigt flyvevejr.:24
Junior-klassen skulle gennemføres sammen med Sun-Air Cup, men havde ikke gunstigt vejr og opnåede kun to gyldige konkurrencedage, og en danmarksmester kunne ikke kåres.:25

## Vindere
Konkurrencen havde følgende klassevindere::24
- For 18-meter klasse: Henrik Breidahl fra Øst-Sjællands Flyveklub i en Jonker JS-3 Rapture
- For standardklasse: Jan Jørgensen fra Midtsjællands Svæveflyveklub i en Rolladen Schneider LS8[2]
- For klubklasse: Jan Walther Andersen fra Nordsjællands Svæveflyveklub i en Schleicher ASW 20[3]
- For 2-sædet klasse: Andersen & Hoelgaard fra Herning Svæveflyveklub i en Schempp-Hirth Arcus[4]
- For 15-meter klasse: Morten Bennick fra Polyteknisk Flyvegruppe i en Schempp-Hirth Ventus-2[5]